# Disphragis gelduba
Disphragis gelduba is een vlinder uit de familie van de tandvlinders (Notodontidae). De wetenschappelijke naam van de soort is voor het eerst geldig gepubliceerd in 1892 door William Schaus.